# Заключённый
Заключённый — лицо, подвергнутое аресту (арестант) в порядке меры пресечения; человек, лишённый свободы по приговору суда и отбывающий наказание в специальном учреждении — колонии, следственном изоляторе, тюрьме и тому подобных местах.
В современном законодательстве России этот термин соотносится лишь с лицами, заключёнными под стражу (подозреваемыми и обвиняемыми). Лица, отбывающие по приговору суда уголовное наказание, являются осуждёнными. 
Заключенными могут быть не только содержащиеся под стражей до суда и осуждённые — в разное время в разных странах людей зачастую содержали и содержат в настоящее время под стражей без судебного решения и без предъявления каких либо правовых обвинений (смотрите статьи концентрационный лагерь, фильтрационный лагерь, социально опасный элемент, лагеря для уйгуров в Синьцзяне, российские тюрьмы для украинцев,  Центр содержания террористов, бессрочное задержание, насильственное исчезновение).

## Происхождение слова «зэк»
Зек / Зэк / Зэка́ (мн. ч. зэ́ки) — сокращенное название заключённых в СССР, которое в качестве сленгового слова употребляется в русском языке и в настоящее время. Происходит от обозначения «з/к» (заключённый), использовавшегося в официальных документах в период с начала 1930-х по конец 1950-х годов.
Слушай, Волга-река!
Если рядом с з/к*
Днём и ночью на стройке чекисты —
Это значит — рука
У рабочих крепка,
Значит, в ОГПУ — коммунисты
* Заключенный — И. А.
Существует не подтвержденная документально версия, будто з/к этимологически восходит к сокращению от «заключённый каналоармеец». Впервые её, без указания источников, высказал писатель Георгий Владимов в сноске к повести «Верный Руслан», опубликованной в 1975 г. в журнале «Грани» (ФРГ). В 1976 г. Вера Карпович перепечатала эту версию со ссылкой на Владимова в англо-русском словаре «Трудные слова у Солженицына». В 1977 году Мейер Галлер привёл эту расшифровку в книге «Soviet Prison Camp Speech», также со ссылкой на Владимова, однако ошибочно написал «красноармеец» вместо «каналоармеец» — дав таким образом начало ещё одной народной версии.
Слово «каналоармеец» действительно иногда применялось к строителям Беломорско-Балтийского канала в агитации для замены негативного слова «заключённый». В марте 1932 года во время посещения Беломорстроя кандидатом в члены Политбюро ЦК ВКП(б) А. И. Микояном Коган сказал ему о заключённых:
«Товарищ Микоян, как их называть? (…) Вот я придумал слово — „каналоармеец“. Как вы смотрите?
 — Что ж, это правильно. Они у вас каналоармейцы, — согласился Микоян».
Однако словосочетание «заключенный каналоармеец» или сокращение «з/к» с таким значением не встречается в документах; даже само слово «каналоармеец» встречается в печати не ранее 1933 года, в то время как сокращение «з/к» в значении «заключённый» зафиксировано в документах уже не позднее апреля 1932 г. Так что, по видимости, «заключённый каналоармеец» — это лишь пример бэкронима, появившегося в 1970-е годы.

## Обмен заключёнными
Существует международная практика обмена заключёнными или их передачи другим государствам и странам (обычно государствам и странам, гражданами которых они являются).
Так, в 1976 году состоялся обмен между Чили и СССР — генерального секретаря ЦК Компартии Чили Луиса Корвалана обменяли на советского диссидента Владимира Буковского (, , , ).
В 1960-е годы сбитого над СССР пилота американского самолёта-разведчика Пауэрса обменяли на советского разведчика Рудольфа Абеля.
В 2000-е годы Катар передал России двух российских граждан, отбывавших пожизненное заключение за убийство Зелимхана Яндарбиева. Тогда же Ливия передала Болгарии группу болгарских медсестёр и палестинского врача, осуждённых на смертную казнь за якобы заражение ВИЧ-инфекцией нескольких сот ливийских детей.

## Использование заключённых для охраны других заключённых
В военизированной охране ГУЛАГа, в ряде лагерей, использовались в качестве стрелков зарекомендовавшие себя заключённые (бывшие сотрудники ОГПУ-НКВД, милиции, военнослужащие), которых называли самоохраной или самонадзором. На 1 января 1939 г. количество таких стрелков достигало 25 тыс. человек, к началу 1940 г. — до 12.115 человек.
Привлечь их на свою сторону НКВД мог, только пообещав определённые льготы за хорошую работу. Заключённые самоохраны проживали в отдельных бараках в улучшенных жилищно-бытовых условиях. Они обеспечивались в первую очередь постельными принадлежностями, обмундированием, зачислялись на все виды довольствия. Им выделяли отдельные столы в общей столовой. Питание для этой категории заключённых устанавливалось в одинаковой степени с работающими на производстве и выполняющими норму осуждёнными. В послевоенный период периодически издавались приказы, запрещавшие использовать заключённых в охране ИТЛ. Однако нехватка кадров военизированной охраны вынуждала администрацию лагерей использовать заключённых в качестве стрелков самоохраны на всём протяжении существования ГУЛАГа.

…самоохранники были озлоблены к своим товарищам, ловили формальный повод и застреливали. Причём в Парме, штрафной командировке Ныроблага, сидела только Пятьдесят Восьмая и самоохрана была из Пятьдесят Восьмой! Политические…